# Hippodrome de la Cépière
L'hippodrome de la Cépière se situe dans le quartier de la Cépière à Toulouse dans la Haute-Garonne et à proximité du Zénith.

## Présentation
La mairie de Toulouse est propriétaire de l'hippodrome et loue les terrains à la Société Sportive des Courses de Toulouse. Situé à seulement 4 kilomètres de la Place du Capitole, sur une aire de 34 hectares, il est l'un des plus beaux de France. Il fut inauguré en 1866. 
C'est un hippodrome ouvert :
- au galop avec une piste en herbe de 1 875 m, de 25 m de large, et avec une ligne droite de 430 m
- et au trot avec une piste en sable de 1 275 m, de 25 m de large, et avec une ligne droite de 300 m[2]

La corde se situe à droite. Les tribunes comptent 2 000 places assises ; elles furent rénovées en 1996. 
L'hippodrome de la Cépière compte 53 réunions par an (6 courses font une réunion) et se situe au troisième rang des hippodromes français. Environ 210 courses de trot, 115 courses de plat, et 40 courses d'obstacles (Haies et Steeple chase) y sont disputées.

## Prix de l'hippodrome et courses
- Prix André Boingnères
- Prix Jean louis Côme
- Grand National du trot[3].
- Quinté +[4].

## Accès et accueil du public
L'hippodrome de la Cépière est facilement accessible de plusieurs façons :
- en bus, ligne 46, 65, ou 67[5] ;
- en tramway grâce à la ligne T1 (arrêt Hippodrome) qui est ouverte depuis 2010 ;
- en voiture, il faut prendre la sortie 27 depuis le périphérique. Un parking gratuit et privé de 1 000 places est disponible.

Les tribunes peuvent recevoir 2 000 personnes depuis leur rénovation en 1996. L'hippodrome accueille également 2 bars, une brasserie, et un restaurant panoramique.

## Casino
Du 1er août 2006 au 12 octobre 2007, l'hippodrome de la Cépière a hébergé de façon provisoire le casino-théâtre de Toulouse.
Celui-ci s'est ensuite définitivement installé sur l'Ile du Ramier (plus exactement sur l'Ile d'Empalot) à la place de l'école de Chimie ENSIACET qui avait été complètement détruite par l'explosion d'AZF le 21 septembre 2001. Le Casino a ouvert ses portes au public le 13 octobre 2007 avec environ deux mois de retard à la suite de différents problèmes rencontrés durant les travaux.